# راديو نوستالجي
إذاعة راديو نوستالجي هي اذاعة لبنانية تبث باللغة الأجنبية، وعلى الأغلب باللغة الفرنسية، من بيروت. معظم أغانيها تعود لحقبة الستينات والسبعينات والثمانينات من القرن العشرين. تأسست عام 1988.

## موجاتها
تبث الإذاعة على الموجات التالية:
- لمنطقة بيروت وكل لبنان على الموجات 88 أف أم.
- الإنترنت: البث الحي.